# Różanecznik kosmaty

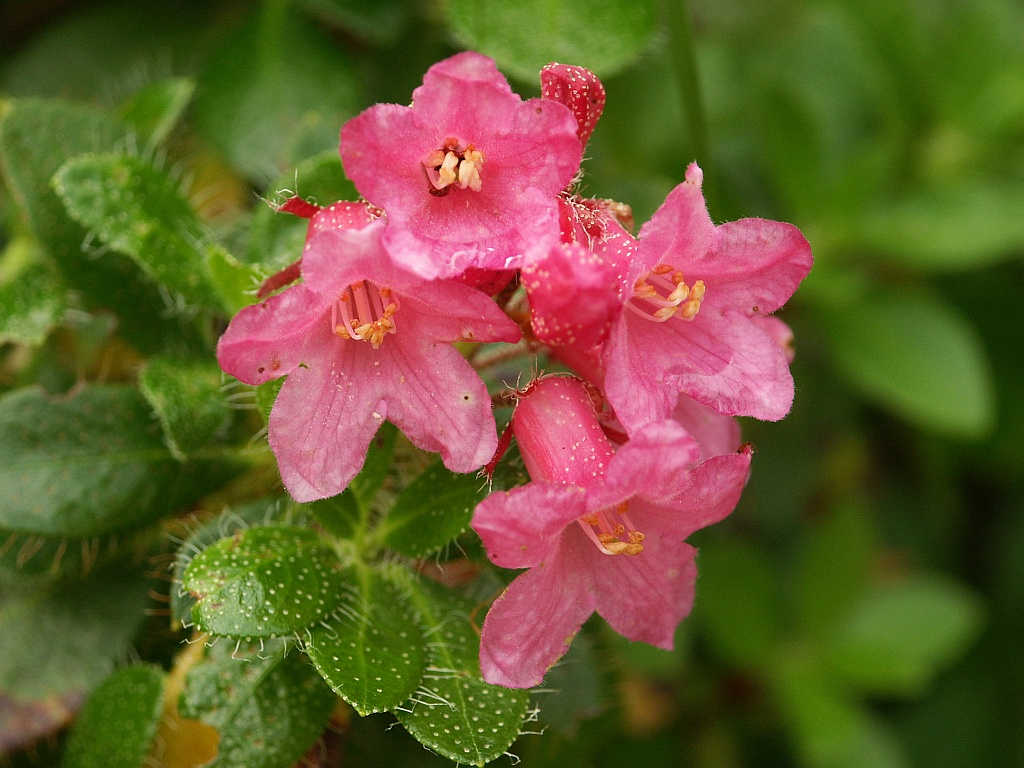

Różanecznik kosmaty, różanecznik owłosiony (Rhododendron hirsutum L.) – gatunek roślin z rodziny wrzosowatych (Ericaceae). W środowisku naturalnym rośnie tylko w Alpach. W Polsce jest uprawiany, obok wielu innych gatunków różaneczników, jako roślina ozdobna. Przez ogrodników zaliczany jest do grupy różaneczników karłowych.

## Morfologia i biologia
PokrójNiski krzew, o wysokości 30–60 cm. Ma bardzo zwarty pokrój. Rośnie powoli. Starsze rośliny mają szerokość większą niż wysokość.
LiścieGatunek o liściach zimozielonych, które bardzo gęsto wyrastają na pędach. Na eliptycznych, drobnych liściach występują niezbyt liczne, długie włoski.
KwiatyNa szczytach pędów wyrastają niezbyt duże kwiaty (2–2,5 cm), ale bardzo liczne. Kwitnie niezwykle obficie, tak, że kwiaty całkowicie pokrywają krzew. Właściwy gatunek ma kwiaty pomarańczowoczerwone lub czerwone. U różnych odmian ozdobnych kwiaty mają kolor od białego do błękitnofioletowego. Kwitnie na przełomie maja i kwietnia.
SiedliskoNaturalnym środowiskiem tego różanecznika są góry, gdzie występuje na górnej granicy lasów i na halach alpejskich. Wchodzi w skład zespołu roślinnego Mugo-Rhododenretum hirsuti – zarośla z różanecznikiem kosmatym.

## Uprawa
Odmiany uprawiane w ogrodach potrzebują żyznej, próchnicznej i stale wilgotnej gleby. W odróżnieniu od innych gatunków różaneczników nie musi mieć kwaśnej gleby. Ma dużą tolerancję na odczyn gleby – toleruje pH 3,6–6. Ma zwartą bryłę korzeniową, stąd też dobrze znosi przesadzanie. Jest odporny na mróz. Najlepiej rośnie na słonecznym lub półcienistym stanowisku. Oprócz typowego gatunku uprawiane są mieszańce z innymi gatunkami różanecznika.

## Choroby i szkodniki
- Plamistość liści różanecznika. Na liściach powstają duże, nieregularne brązowe plamy. Chorobę zwalcza się opryskiwaniem fungicydami.
- Fytoftoroza różanecznika – choroba spowodowana przez lęgniowce rozprzestrzeniające się w glebie glebę i atakujące korzenie. Liście brązowieją i łódeczkowato zwijają się. Choroba rozprzestrzenia się na całą roślinę doprowadzając do jej obumarcia. Jest nieuleczalna. Porażoną roślinę należy wykopać i spalić.
- Zaraza wierzchołków pędów różanecznika spowodowana przez grzyba Phytophthora ramorum. Najpierw zaczynają brunatnieć wierzchołki pędów, potem choroba rozszerza się w dół. Powoduje opadanie liści i obumieranie rośliny. Zwalczanie polega na wycinaniu porażonych liści i pędów, a następnie opryskiwaniu całej rośliny odpowiednimi preparatami grzybobójczymi.
- Zgorzel kwiatów różanecznika wywołana przez grzyba Ovulinia azaleae. Na kwiatach pojawiają się przezroczyste i kleiste plamy, a w ich obrębie czarne punkciki (sklerocja). W przypadku pojawienia się tej choroby należy w następnym roku wiosną różaneczniki profilaktycznie opryskiwać fungicydami
- Mączniak prawdziwy azalii – na liściu powstaje biały nalot spowodowany przez grzyby. Jedną z cech charakterystycznych jest również nierozwijanie się, bądź zniekształcenie kwiatostanów. Zwalczanie polega na opryskaniu rośliny odpowiednimi fungicydami
- Zamieranie pąków różanecznika. Pąki brązowieją i zamierają. Choroba nie przenosi się na liście. Porażone pąki należy usuwać, a sekator i ranę dezynfekować
- Kibitnik azaliaczek (Catotilia azaleella) – szkodnik wygryzający liście z dolnej strony, lub powodujący ich minowanie. Zwalcza się go łatwo środkami owadobójczymi.
- Mączlik różanecznikowy – liście są lepkie i żółkną. Przyczyną jest owad, którego larwy żerując na dolnej powierzchni liścia wydzielają lepką spadź. Zwalcza się je poprzez dwukrotne opryskiwanie preparatem Talstar z dodatkiem preparatu Provado lub Applaud.